# Saïd Ibrahim Ben Ali
Prinz Said Ibrahim Ben Sultan Said Ali El Maceli Al Ba'alawi (auch: Adeham Saïd-Ibrahim, geb. 17. April 1911, Antananarivo, Madagaskar; gest. 24. Dezember 1975) war ein komorischer Politiker. Er war Mitglied der französischen Nationalversammlung von 1959 bis 1970 und diente als Premierminister der Komoren vom 2. April 1970 bis zum 16. Juli 1972. Er war der Sohn von Sultan Said Ali Bin Sultan Said Omar, Sultan von Grande Comore.

## Leben
Said Ibrahim wurde 1911 in Antananarivo in Madagaskar geboren. Zu seiner Familie gehörten auch die Politiker Said Mohamed Jaffar, Said Atthoumani und Said Ali Kemal.
Said Ibrahim erhielt seine Ausbildung an der Myre-de-Villers-Schule in Antananarivo, schon mit der Voraussicht, später in der Verwaltung der Komoren Karriere zu machen. Zunächst arbeitete er als Übersetzer und 1938 erhielt er, nach mehreren Anfragen den Posten als Leiter der Administration von Grande Comore und später als High Commissioner von Madagaskar.
Nach dem Zweiten Weltkrieg wurde er 1946 zum Gouverneur ernannt. Er pilgerte nach Mekka und hielt sich in Kairo auf, wo er König Faruq traf und die Al-Azhar Universität besuchte. 1947/1948 kämpfte er für einen Kampf der Arabische Liga gegen Israel. 1951 zog er sich von der Weltbühne zurück, um an anderer Stelle Politik zu machen. Er wurde der Führer der oppositionellen Parti Blanc (Weiße Partei), die später zur Rassemblement Démocratique du Peuple Comorien (RDPC, Demokratische Sammlung des komorischen Volkes) wurde. Er stand in Allianz mit der Comorienne Agreement Party (CEP) seines Halbbruders Prinz Said Houssein und in Übereinstimmung mit der Partei von General Charles de Gaulle und ließ sich zweimal für die Assemblée nationale der Vierten Französischen Republik aufstellen. Seine Wahl wurde jedoch 1951 für ungültig erklärt und 1957 wurde er nicht gewählt. Von 1957 bis 1958 wirkte er als Ministre des Finances du Conseil des Comores. 1959 erhielten die Komoren zwei Sitze in der Nationalversammlung, auch wenn sie als einzelner Wahlbezirk galten. 1962 und 1967 stellte er sich zusammen mit Mohamed Ahmed zur Wahl. Als die Komoren 1958 eine gewisse Autonomie erhielten, war er  bis 1970 Präsident der Assemblee territoriale und der Chambre des députés des Comores.
Nach dem Tod von Saïd Mohamed Cheikh wurde er der mächtigste Politiker der Komoren. Er wurde am 2. April 1970 zum Präsident des Conseil  gewählt und am 28. Juni 1971 wiedergewählt. Trotz Forderungen nach Unabhängigkeit von allen Parteien hielt er an der Überzeugung fest, dass „keine politische Unabhängigkeit ohne ökonomische Unabhängigkeit“ möglich sei, dies bedeutete eine Kooperation zwischen den Komoren und Frankreich.
1971 stellte sich die Assemblee territoriale gegen ihn und er drängte Frankreich dazu, die Versammlung aufzulösen, was auch gelang. Die neue Assemblee territoriale versuchte jedoch bereits im Juni 1972 die Regierung zu stürzen.
Said Ibrahim starb 1975 bei einer Pilgerfahrt nach Mecca. König Faisal von Saudi-Arabien, ein enger Freund des Prinzen bot an, seinen Leichnam in Mecca oder Medina zu begraben. Seine beiden ältesten Söhne jedoch, Said Ali Kemal und Prinz Naçreddine, zogen es vor ihren Vater auf den Komoren bei seinem Volk beizusetzen und Faisal ließ daraufhin seinen Leichnam mit seinem Privatjet auf die Komoren bringen. Er wurde in seinem Heimatort Iconi beigesetzt.
Auch seine Söhne und Töchter sind bedeutende Politiker, Minister und Rechtsanwälte (Said Ali Kemal, Fahmi Said Ibrahim, Mourad Said Ibrahim, Faiz Said Ibrahim, Moncef Said Ibrahim).

## Vermächtnis
Said Ibrahim wurde geehrt durch die Benennung des Prince Said Ibrahim International Airport, des internationalen Flughafens von Moroni.
Auch die Prince Said Ibrahim Moschee in Ngazidja ist nach ihm benannt.